# مک‌دانل اف۳اچ دمون
مک‌دانل اف۳اچ دمون (به انگلیسی: McDonnell F3H Demon) یک هواگرد ساختِ کارخانهٔ مک‌دانل در کشور ایالات متحده آمریکا است . نخستین استفاده‌کنندهٔ این هواگرد نیروی دریایی ایالات متحده آمریکا بوده‌است. این هواگرد برای نخستین بار در ۷ اوت ۱۹۵۱ میلادی مورد استفاده قرار گرفت.